# Дрен (Костел)
Дрен (словен. Dren) — поселення в общині Костел, регіон Південно-Східна Словенія, Словенія. Висота над рівнем моря: 427,7 м.